# خرم‌آباد (مبارکه)
خرم‌آباد روستایی از توابع بخش گرکن جنوبی شهرستان مبارکه در استان اصفهان ایران است.

## جمعیت
این روستا در دهستان نورآباد قرار دارد و براساس سرشماری مرکز آمار ایران در سال ۱۳۸۵، جمعیت آن ۶۴ نفر (۱۳خانوار) بوده‌است.